# Étourneau améthyste
Pour les autres espèces de spréos, voir Spréo.
Genre
Espèce
Statut de conservation UICN

 LC  : Préoccupation mineure
L'Étourneau améthyste (Cinnyricinclus leucogaster) ou Spréo améthyste, est une espèce de passereaux de la famille des Sturnidae. Cet oiseau de petite taille (environ 18 cm), au dimorphisme sexuel important, est le seul représentant du genre Cinnyricinclus. Cet oiseau vit à travers l'Afrique subsaharienne, dans les forêts et les savanes. On le trouve rarement au sol, plus souvent dans les arbres ou d'autres endroits en hauteur.

## Taxonomie

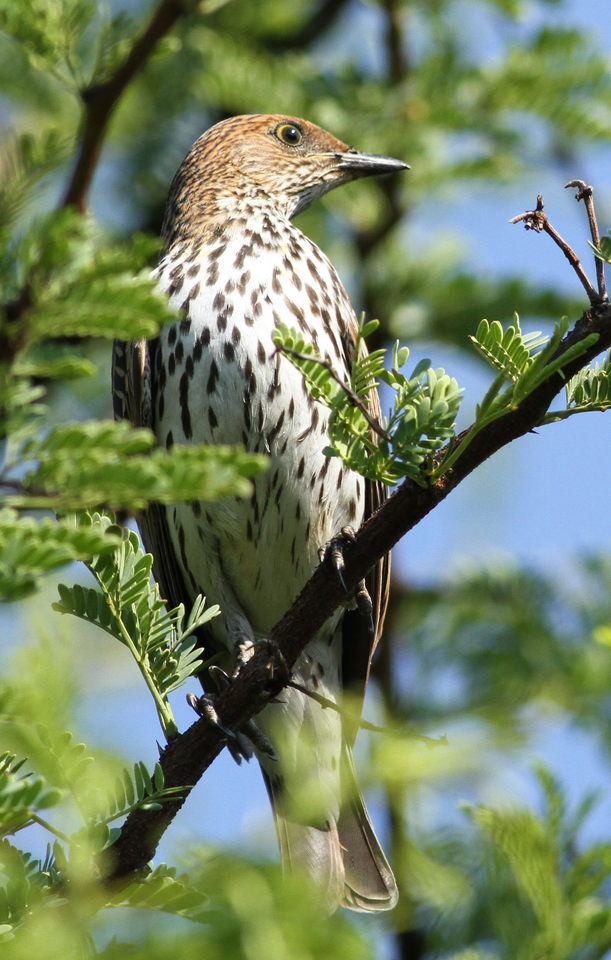
Étourneau améthyste femelle.

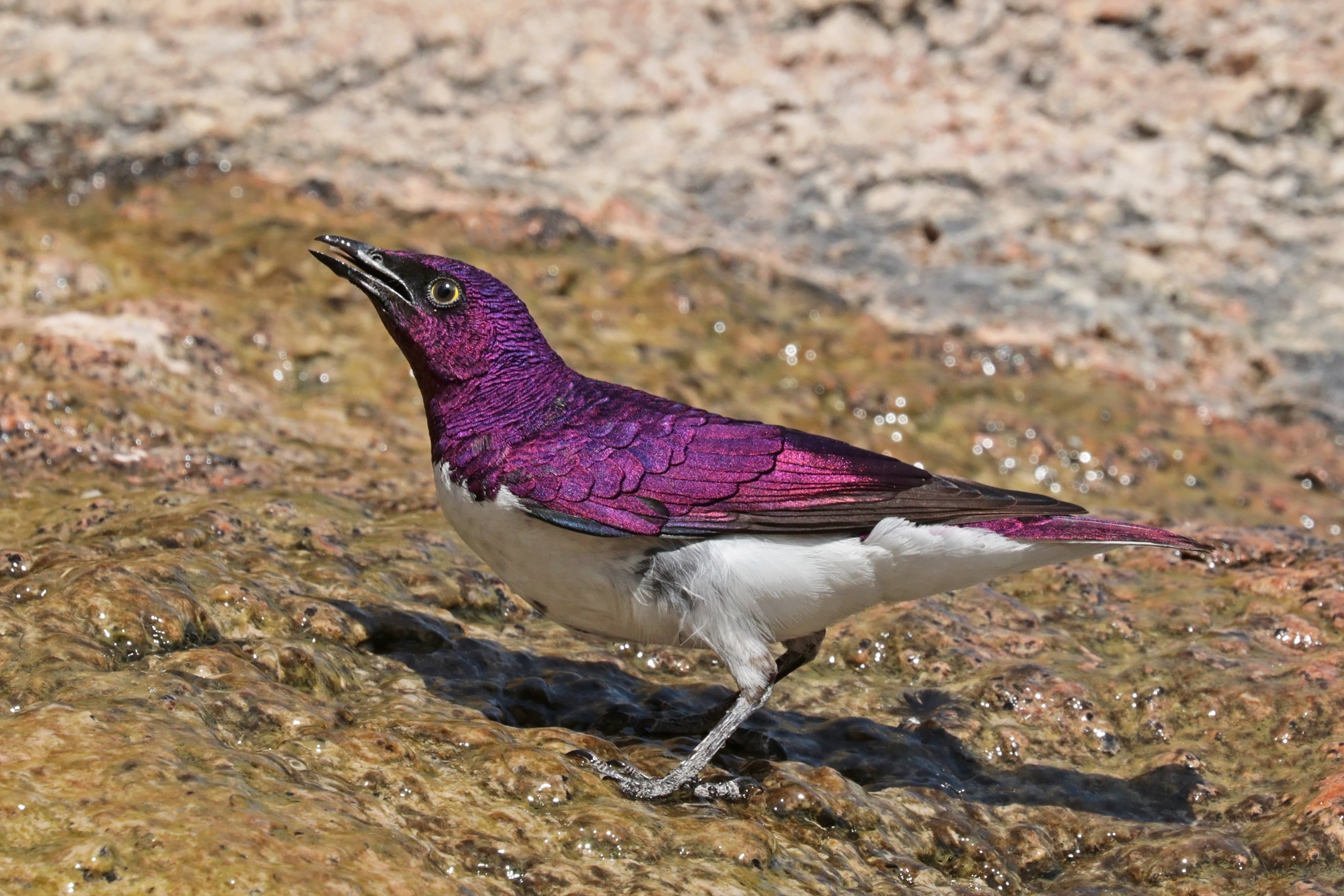
Un étourneau améthyste mâle au Damaraland, Namibie (mars 2018).

Cet oiseau est décrit en 1775 par Georges-Louis Leclerc de Buffon dans son Histoire naturelle, sous le nom de « merle violet à ventre blanc de Juida ». Une planche illustrée et colorée par François-Nicolas Martinet le représente dans les Planches enluminées d'Histoire Naturelle, produites par Edme-Louis Daubenton pour accompagner le texte de Buffon. Ni cette planche ni la description de Buffon ne donne un nom scientifique à l'oiseau, mais en 1783, le naturaliste hollandais Pieter Boddaert lui donne le nom binominal de Turdus leucogaster dans son catalogue des Planches enluminées. L'étourneau améthyste est d'abord observé au Bénin.
C'est désormais le seul classé dans le genre Cinnyricinclus introduit par le naturaliste français René Primevère Lesson en 1840, ; il en a été désigné comme l'espèce type par le naturaliste anglais George Robert Gray en 1855. Le nom du genre combine celui de Cinnyris introduit par Georges Cuvier en 1816, et le terme néolatin cinclus qui signifie « grive ». Le nom de l'espèce, leucogaster, dérive du grec ancien leukos (blanc) et gaster (ventre).
Trois sous-espèces sont reconnues :
- C. leucogaster leucogaster (Boddaert, 1783) - du Sénégal et de la Gambie à l'Éthiopie, Kenya et Tanzanie ;
- C. leucogaster arabicus (Grant, CHB & Mackworth-Praed, 1942) - de l'est du Soudan au nord-ouest de la Somalie, péninsule arabique ;
- C. leucogaster verreauxi (Finsch & Hartlaub, 1870) - sud de la République démocratique du Congo, ouest de la Tanzanie, sud du Botswana, nord-est de l'Afrique du Sud et du Mozambique.

## Description
L'étourneau améthyste se caractérise par son dimorphisme sexuel important. Les deux sexes mesurent environ 16-18 centimètres de long, mais le mâle a un dos violet iridescent et le ventre d'un blanc pur, tandis que la femelle ressemble davantage à une grive : elle est brune et tachetée sur le dos, avec un ventre également tacheté mais plus clair,. Les deux ont les yeux jaunes, et le bec et les pattes noirs.

## Distribution et habitat
L'étourneau améthyste est répandu en Afrique subsaharienne, présent dans tous les environnements à l'exception des denses forêts équatoriales du Bassin du Congo et des zones plus arides du sud-ouest de l'Afrique comme le désert du Kalahari. On le trouve dans la plupart des zones forestières, dans la savane et dans les clairières. Dans le parc national de Chyulu Hills au Kenya, on peut le rencontrer jusqu'à une altitude de 2 100 m.

## Comportement
Le régime alimentaire de l'étourneau améthyste se compose de fruits, de graines et d'arthropodes. Il lui arrive de chasser les insectes d'une manière similaire à celle des gobe-mouches. Il se nourrit essentiellement au niveau de la canopée et s'alimente rarement à terre.
Le nid est généralement construit dans le creux d'un arbre à quelques mètres du sol, avec des feuilles vertes et de la bouse. La femelle pond de deux à quatre œufs bleu pâle avec des taches rougeâtres ou brunes, et les couve pendant douze à quatorze jours. Le mâle aide à nourrir les petits jusqu'à leur envol, à 21 jours.